# Not Strong Enough
«Not Strong Enough» — песня американской супергруппы Boygenius. Она была выпущена 1 марта 2023 года с помощью лейбла Interscope Records в качестве второго сингла с их дебютного студийного альбома The Record, где она фигурирует в качестве шестого трека. Песня «Not Strong Enough» написана всеми тремя участницами группы — Джулиен Бейкер, Фиби Бриджерс и Люси Дакус — и представляет собой инди-рок, фолк-рок и кантри-поп о психическом заболевании и вызванной им дисфункции отношений.
В коммерческом плане песня стала умеренным хитом; большая часть ее успеха была сосредоточена в чарте Billboard Adult Alternative Airplay, где она провела семь недель на первом месте и была признана самым большим хитом 2023 года. Песня получила широкое признание музыкальных критиков, многие из которых высоко оценили текст и синергию группы. Песня попала в многочисленные списки лучших песен года и была названа лучшей песней года по версии Spin и Los Angeles Times. В клипе на песню группа проводит день вместе в разных местах округа Лос-Анджелес; критики и комментаторы отметили контраст между мрачным текстом песни и бодрящей атмосферой клипа.
На 66-й ежегодной церемонии вручения премии «Грэмми» песня «Not Strong Enough» была номинирована в категориях «Запись года», «Лучшая рок-песня» и «Лучшее рок-выступление», и победила в двух последних номинациях.

## Отзывы
Песня «Not Strong Enough» получила одобрение критиков. Многие издания назвали ее изюминкой альбома The Record в своих рецензиях на альбом, включая NME, DIY, PopMatters, Exclaim! и Belwood Music. Тайлер Голсен из Far Out Magazine дал песне четыре звезды из пяти, написав: «Это просто весело, и это все, что от нее требуется. Если вы создаете такие же хорошие песни, как эта, вам больше ничего не нужно». В статье для журнала Consequence, который выбрал «Not Strong Enough» своей песней недели, Спенсер Дюкофф назвал ее «песней поклонения для неверующих» и похвалил вокал и текст.
Бен Типпл из DIY назвал песню «сияющим моментом в звучании дружбы, которая не воспринимает себя слишком серьезно, а строится на непоколебимом восхищении каждой гранью их существования». Адам Фейбел из Exclaim! заявил, что она «демонстрирует каждого из них в равной степени и звучит как „они“, все сразу».

## Награды и номинации
| Награда       | Год  | Категория             | Результат | Ссылка |
| ------------- | ---- | --------------------- | --------- | ------ |
| Grammy Awards | 2024 | Record of the Year    | Номинация | [ 10 ] |
| Grammy Awards | 2024 | Best Rock Song        | Победа    | [ 10 ] |
| Grammy Awards | 2024 | Best Rock Performance | Победа    | [ 10 ] |

## Чарты

### Еженедельные чарты
| Чарт (2023)                                  | Высшая позиция |
| -------------------------------------------- | -------------- |
| Ирландия (IRMA)                              | 78             |
| Япония Japan Hot Overseas (Billboard)        | 9              |
| США (Billboard Hot Rock & Alternative Songs) | 26             |
| США (Billboard Rock Airplay)                 | 12             |
| США (Billboard Adult Alternative Airplay)    | 1              |

### Годовые итоговые чарты
| Чарт (2023)                                  | Позиция |
| -------------------------------------------- | ------- |
| США Hot Rock & Alternative Songs (Billboard) | 74      |
| США Rock Airplay (Billboard)                 | 26      |

### Комментарии
1. ↑  Указывает год проведения церемонии. Каждый год по возможности связан со статьей о награждении, проведенном в этом году.